# Estonia ai Giochi della XXXIII Olimpiade
L'Estonia ha partecipato ai Giochi della XXXIII Olimpiade, svoltisi a Parigi dal 26 luglio all'11 agosto 2024, con una delegazione di 24 atleti, 16 uomini e 8 donne, in 13 sport e 14 discipline.
I portabandiera alla cerimonia di apertura sono stati Klen Kristofer Kaljulaid e Reena Pärnat.

## Delegazione
| Sport             | Uomini | Donne | Totale |
| ----------------- | ------ | ----- | ------ |
| Atletica leggera  | 4      | 1     | 5      |
| Badminton         | 0      | 1     | 1      |
| Canottaggio       | 4      | 0     | 4      |
| Ciclismo          | 1      | 1     | 2      |
| Equitazione       | 0      | 1     | 1      |
| Judo              | 1      | 0     | 1      |
| Lotta             | 1      | 0     | 1      |
| Nuoto             | 1      | 1     | 2      |
| Scherma           | 0      | 1     | 1      |
| Sollevamento pesi | 1      | 0     | 1      |
| Tiro              | 2      | 0     | 2      |
| Tiro con l'arco   | 0      | 1     | 1      |
| Vela              | 1      | 1     | 2      |
| Totale            | 16     | 8     | 24     |